# Oskar von Busse
Oskar von Busse oder Oscar von Busse (geboren 1848 in Ilkendorf; gestorben 1908) war ein preußischer Offizier der Infanterie und Militär-Schriftsteller und Übersetzer.

## Leben
Oskar von Busse war Abkömmling der Adelsgeschlechtes von Busse. Am Deutsch-Französischen Krieg nahm er als Mitglied des Ostfriesischen Infanterie-Regiments Nr. 78 teil, worüber er kurz danach publizierte. Anschließend wirkte er als Offizier in Hannover. Dort übersetzte er Anfang der 1870er Jahre die dann in mehreren Auflagen erschienene, einzige aus dem Französischen für das Deutsche autorisierte Darstellung des französischen Kriegsteilnehmers und Generals Antoine Eugène Alfred Chanzy über den Feldzug 1870 bis 1871 der zweiten Loire-Armée.
Anfang der 1880er Jahre war „v. Busse“ im Adressbuch der Stadt Hannover unter der Adresse Ulanenstraße 1 verzeichnet als Leutnant vom Dragoner-Regiment Nr. 15, kommandiert zum Militär-Reit-Institut.
Mitte der 1890er später wirkte von Busse als Oberstleutnant und etatmäßiger Stabsoffizier im Infanterie-Regiment „Großherzog Friedrich Franz II. von Mecklenburg-Schwerin“ (4. Brandenburgisches) Nr. 24. Über seine 1896 in Leipzig im Verlag von Zuckschwert & Comp. erschienene Übersetzung der militärischen Erinnerungen für den Zeitraum 1866 bis 1870 des französischen Generals Barthélémy Louis Joseph Lebrun publizierte das Organ der militär-wissenschaftlichen Vereine im Folgejahr eine Rezension.

## Schriften (Auswahl)
- Erinnerungen des Ostfriesischen Infanterie-Regiments Nr. 78 aus den Jahren seiner Formation und des Feldzugs gegen Frankreich, 2 Teile mit Karten;
  - 1. Abtheilung, Emden und Aurich: Verlag von W. Haynel, 1872; Google-Books
  - 2. Abth. Emden ; Aurich : Haynel, 1873
- Feldzug von 1870–1871. Die zweite Loire-Armee. Einzigste autorisirte deutsche Ausgabe der französischen Original-Ausgabe von Antoine Eugène Alfred Chanzy, Übersetzung aus dem Französischen von O. von Busse,
  - Textband, 3. Auflage, Hannover, Helwing'sche Hofbuchhandlung (Th. Mierzinsky), 1873
  - Hauptband, 4. Auflage, Hannover: Mierzinsky, 1873
- Die Heere der französischen Republik 1870–1871 mit einem Rückblick auf die letzte kaiserliche Armee und das französische neue Wehrgesetz, Hannover: Helwing, 1874
- Anleitung für Offiziere und Unteroffiziere beim Ertheilen des Unterrichts im Turnen und Bajonettiren / nach den allerhöchsten und neuesten Vorschriften bearb. von v. B.
  - 2. Auflage, Hannover: Helwing, 1885
- Das Landwehr-Bezirks-Commando. Ein Hülfsbuch für das Personal der Landwehr-Bataillone und sämmtliche Officiere und Mannschaften des Beurlaubtenstandes, nebst Anleitung zur Anfertigung sämmtlicher schriftlicher einschlägiger Arbeiten, Hannover 1877
  - 2. Auflage, umgearbeitet von Runkel, Hannover: Helwing, 1886
- Der Dienst der Bezirkskommandos, Hauptmelde- und Meldeämter. Ein Hülfsbuch für das Personal der Bezirkskommandos und sämmtliche Offiziere und Mannschaften des Beurlaubtenstandes. Nebst Anleitung zur Anfertigung sämmtlicher schriftlicher einschlägiger Arbeiten,
  - 3. Auflage, mit einem Anhang Bestimmungen über die Aufnahme von Knaben in das Königlich Preussische Kadettenkorps versehen von von Runkel, Hannover: Helwing, 1891
- Des Generals Lebrun militärische Erinnerungen 1866–1870. Die Ereignisse vor dem Kriege; seine Sendungen nach Wien und Belgien,
  - 2. Auflage, Leipzig: Zuckschwerdt, 1896